# Mathilda Paradeiser
Mathilda Paradeiser, née le 5 septembre 1995 à Göteborg, est actrice suédoise.

## Filmographie

### Cinéma
| Année | Titre        | Rôle    | Notes |
| ----- | ------------ | ------- | --- |
| 2011  | Apflickorna  | Emma    | Vainqueur — Dragon Award Best Nordic Film, Göteborg International Film Festival 2011 Vainqueur — FIPRESCI Critics Award, Göteborg International Film Festival 2011 |
| 2013  | Frankenstein | Ingrid  | Filmé à Chicago |
| 2014  | Bokcirkeln   | Bridgit | Suède |

### Télévision
| Année | Titrre          | Rôle               | Pays  | Chaîne | Notes |
| ----- | --------------- | ------------------ | ----- | ------ | ----- |
| 2012  | Svenska Hjältar | Mathilda Strömberg | Suède | TV4    |       |
| 2013  | Revolt          | Yasmine            | Suède | SVT    |       |